# Бруно Маца
Бруно Маца (на италиански: Bruno Mazza) е бивш италиански футболен полузащитник и треньор. В Серия А изиграва 206 мача и отбелязва 33 гола, а в Серия Б записва 90 срещи с 41 гола.

## Отличия
- Шампион на Италия: 3

Интер: 1952/53, 1953/54
Фиорентина: 1955/56